# Arabis arenicola
Arabis arenicola là một loài thực vật có hoa trong họ Cải. Loài này được (Richardson ex Hook.) Gelert mô tả khoa học đầu tiên năm 1898.